# بحث صخري
البحث الصخري أحد مشروعات أبحاث علوم الأرض الكندية الوطنية الذي يقوم بتمويله مجلس أبحاث العلوم الطبيعية والهندسية. ويهدف المشروع إلى إجراء البحوث على غلاف الأرض الصخري وعمل خريطة هيكلية له ولتركيبه. وقد تم اشتقاق اسم البحث الصخري من «سبر الغلاف الصخري للأرض».
وقد تضمن مؤخرًا عدد مجلة الجمعية الجيولوجية الأمريكية اليوم "GSA Today" الصادر في يونيو 2011 تقريرًا مختصرًا حول المشروع.

## من الشخصيات البارزة المشاركة في المشروع
- رتشارد لي أرمسترونج
- رونالد إم. كلوز، المدير (1987)
- هو جابريلز
- توماس إيفرد كروج (1991–1996)
- جيمس مونجر
- جون أوليفر ويلر، بذل مجهودًا كبيرًا لإنشاء المشروع، رئيس لجنة التوجيه (عامان)
- هارولد ويليامز

## وصلات خارجية
- Lithoprobe website
- Lithoprob atlas
- Lithoprobe Methodology
- Lithoprobe Data Archive
- GSA Today volume 21 Issue 6 (June 2011): The big picture: A lithospheric cross section of the North American continent

‌